# Сто години самота
„Сто години самота“ (на испански: Cien años de soledad) е роман от колумбийския писател и нобелов лауреат за литература Габриел Гарсия Маркес, издаден през 1967 г. Това е един от най-значимите романи на 20. век и класическо произведение в литературния стил „магически реализъм“. Романът описва живота в митичното южноамериканско село Макондо с главни герои – членовете на семейство Буендия.
През 2009 г. той е обявена за най-влиятелната книга в световната литература за последния четвърт век. Това е най-известният роман на писателя, продаден в над 10 млн. копия. За него той получава литературната награда „Ромуло Галегос“ през 1972 г. Това е и единственият нефилмиран роман на Маркес.
В превод на български език романът излиза през 1971 г.

## Създаване
Романът донася международна слава на писателя в контекста на магическия реализъм в латиноамериканската литература. Метафорична интерпретация на колумбийската история от основаването ѝ до съвременната държава, „Сто години самота“ съживява различни местни митове и легенди чрез историята на семейство Буендия, чиито поколения се преплитат с живота на страната и позволяват да бъдат разказани, макар и през кривото огледало на лингвистичната маска, историческите събития в съвременна Колумбия като конфликта от 19 век между привържениците и опонентите на либералната политическа реформа на колониалния начин на живот, бавното включване по пътя на прогреса с идването на железницата, киното и автомобила, Хилядодневната война (1899 – 1902), икономическата хегемония на Юнайтед Фрут Къмпани в логиката на Доктрина „Монро“ и последвалата кървава репресия на стачката като политика на отношенията между правителството и работническата класа.
„Сто години самота“ е окончателният резултат от дълъг процес, който писателят започва още като млад. Още през 1944 г. Гарсия Маркес е обсебен от изграждането на семейна история. Той публикува бележки за роман със заглавие „Къщата на Буендия“ (La casa de los Buendía, в Crónica n. 6, Barranquilla, 3 юни 1950 г.). Дълго време работното заглавие на творбата е „Къщата“, а негова линия дава началото на първия роман на автора – „La hojarasca“.
След написването на „В лош час“ (La mala ora) писателят изживява творчески застой, защото си дава сметка, че делото на живота му е в процес на узряване. През 1965 г. той живее в Мексико Сити със съпругата и децата си. През януари, по време на празниците, по пътя към ваканционния курорт Акапулко, той внезапно разбира какъв трябва да бъде романът му, по-специално началните думи и първата глава; спира Опела си и казва на съпругата си, че най-накрая е намерил правилния стил за писане: ще използва повествователно-епичния тон, с който баба му му е разказвала фантастичните истории като малък. Вкъщи той се заключва в кабинета си и пише в продължение на 18 месеца, молейки жена си да се погрижи за всичко; тя натрупва дългове от 12 хил. долара, докато романът не е готов.

## Повествование
Внимание:  Текстът по-долу разкрива сюжета на произведението (или части от него)!
„Сто години самота“ е историята на седем поколения от сем. Буендия в измисленото градче Макондо в Карибска Колумбия. Стилът на романа, наречен впоследствие „магически реализъм", разказва за тайнствен и сегрегиран микрокосмос, в който разделителната линия между живите и мъртвите не е много ясна и на живите е даден трагичният дар на ясновидството, и всичко това се развива на фона на драматичното послание за изолация и изостаналост. Романът е разделен на глави, разделени с прекъсване на страницата, които не са номерирани или озаглавени. От основаването на Макондо до края му минават около 100 години самота, приблизително еквивалентни, в преобразената леща на авторовото въображение, на колумбийския период от 1830 г. (годината на основаване на Колумбия, символизирана от Макондо) до постбанановата икономическа депресия от 1930 г., както става видимо от малкото споменати исторически събития и използваните технологии.

### Първо поколение
Буендия от първо поколение са главни герои на първа, втора и трета глава.
Прародителят и основател на Макондо Хосе-Аркадио Буендия и съпругата му (и негова първа братовчедка) Урсула Игуаран напускат града, в който живеят, след като той убива мъж, който се е подиграл на неговата сексуалност. Заедно с 21 приятели и техните семейства те се скитат из горите и блатата в продължение на 14 месеца в опит да достигнат бреговете на Атлантическия океан. Една нощ Хосе-Аркадио сънува град, направен от лед, и чува името „Макондо“, затова решава да спре по поречието на реката, където лагеруват.
Така се ражда Макондо – селище с 300 души население. Първият роден в него е вторият син на Хосе и Урсула – Аурелиано Буендия. Заобиколено от води и блата, Макондо е открито случайно от циганите на Мелкиадес, които дълго време са единственият му контакт с външния свят. Мелкиадес носи в Макондо очарованието на алхимията (Хосе-Аркадио жертва за формулата за производството на злато малкото съкровище на съпругата си) и съзнанието, че селото в джунглата е изостанало от прогреса.
След смъртта на Мелкиадес циганското племе прави представления със странности като машината за лед, която остава запечатана във въображението на малкия Аурелиано и която дава подтика за запомнящото се известно начало на романа, първият от много пролепсиси на разказа:
| „ | Много години по-късно, пред взвода за разстрел, полковник Аурелиано Буендия щеше да си спомни онзи далечен подиробед, когато баща му го заведе да види леда. | “ |

Като младеж най-големият син на Буендия, който носи същото име като баща си – Хосе-Аркадио, има тайни любовни отношения с Пилар Тернера, млада, „прелъстена и изоставена“ жена, която работи в дома на Буендия. Тя очаква дете от него. Един ден обаче той се влюбва от пръв поглед в циганска девойка и бяга с номадското ѝ племе. Тръгнала да го търси, майка му Урсула (току-що родила третото си дете Амаранта) изчезва месеци наред и след завръщането си разкрива, че само на два дена път с пощенска кола от Макондо се намира друго градче. Макондо вече не е изолирано и в него идват хората, дошли от близкото градче заедно с Урсула. Междувременно Пилар Тернера ражда син на Хосе-Аркадио, когото нарича със същото име или накратко Аркадио, за да се различава от баща си и дядо си.
Един ден в дома на Буендия пристига почти 11-годишно сираче на име Ребека, изпратено от далечни роднини, които никой не помни, което обича да яде пръст и вар. Ребека е отгледана заедно с Аркадио, но носи със себе си заразната болест на безсънието, причиняваща освен това и прогресивна и тежка загуба на паметта. Поради това жителите на Макондо трябва да пишат бележки с името на нещата върху всеки обект за обща употреба и да съставят списък на ежедневните задачи, за да оцелеят. Те са спасени от циганина Мелкиадес, който се връща от мъртвите с лечебна отвара.
Макондо вече е свързано с останалата част от страната. Един ден в него пристига странна компания – дебела възрастна жена, издържана от внучката си, която е принуждавана да спи с десетки мъже на ден. 20-годишният Аурелиано Буендия се забавлява с момичето, без обаче да се възползва от сексуалните ѝ услуги.
След контакта му с цивилизацията властите стигат до Макондо в лицето на управителя Дон Аполинар Москоте, който обаче е изхвърлен от Хосе-Аркадио Буендия (старши), когато иска да се разпорежда за цвета на къщите в селището, вкл. и за дома на Буендия, разширен и обновен за нарастналото вече семейство. Дон Аполинар се завръща със семейството и войниците си, за да се установи в Макондо, и сключва примирие с Буендия, а младият Аурелиано, който придружава баща си, се влюбва лудо в една от дъщерите му – 9-годишната Ремедиос.

### Второ и трето поколение
От Глава 4 до Глава 9.
Аурелиано Буендия губи съня си заради Ремедиос Москоте. По време на лудостта си една нощ той се вмъква в стаята на Пилар Тернера и губи девствеността си от нея, след което моли родителите си да се ожени за дъщерята на Управителя. След шока и на двете семейства сватбата се отлага, докато Ремедиос не навлезне в пубертета.
Междувременно умира циганинът Мелкиадес, живущ в дома на Буендия.
Ребека и Амаранта също достигат възрастта на любовта и се влюбват в италианеца Пиетро Креспи. Той се появява в къщата на Буендия, за да инсталира механично пиано, закупено от Урсула и за да преподава модерни танци на момичетата. Италианецът отговаря на вниманието на Ребека, което поражда недоволството на нейната полусестра, която се кълне, че двамата никога няма да се оженят. Сватбите на Ребека и Аурелиано са насрочени за един и същ ден, но фалшиво писмо за смъртта на майка му кара Креспи да замине и сватбата се забавя.
Ремедиос се премества в къщата на свекърите си и се грижи за Хосе-Аркадио, когато старецът полудява и трябва да бъде вързан за дърво, говорейки на латински. Амаранта, разяждана от ревност, продължава да желае да се случи нещо ужасно, което да попречи на сватбата на Ребека с Пиетро, и храни намерението да я отрови в деня преди сватбата. Ремедиос и Аурелиано се женят. Ремедиос обаче умира с близнаци в утробата си. Амаранта има угризения на съвестта, а Аурелиано е сломен. Амаранта започва да се грижи за Аурелиано-Хосе като за свое дете.
Един ден внезапно у дома се завръща братът на Аурелиано и Амаранта – Хосе-Аркадио, великан с татуирано тяло, обиколил много пъти целия свят. Живее благодарение на сексуалната си надареност. Неговата полусестра Ребека, сгодена дълго време за Пиетро Креспи, се влюбва в него и се промъква в стаята му през нощта. Малко след това двамата се женят (свещеникът разкрива, че те не са кръвни брат и сестра) въпреки съпротивата на Урсула, която ги изгонва и те се преместват да живеят в друга къща. Излъганият в очакванията си Пиетро започва да се среща с Амаранта и я моли да се омъжи за него, но тя все протаква.
Междувременно политическата ситуация става драматична. След смъртта на младата си съпруга Аурелиано продължава да посещава къщата на тъста си дон Москоте, който му има доверие. Така Аурелиано става свидетел на изборна измама, при която либералните бюлетини са заменени с консервативни. Въоръженото въстание вече е започнало другаде и Аурелиано, след известно колебание, инициира бунт в Макондо: войниците на управителя са обезоръжени, но не докосват Дон Москоте. 21 млади мъже избягват заедно със самоназначилия се полковник Аурелиано Буендия. Това е същият брой мъже, които заедно с баща му са открили Макондо на брега на реката. Започва период на гражданска война.

#### Граждански войни
Дългата скоба на гражданските войни включва глави 6 – 9 и е открита с нещо подобно на второ начало, което е сред най-известните пасажи на колумбийския автор:
| „ | Полковник Аурелиано Буендия вдигна трийсет и две въоръжени въстания и ги загуби всичките. От седемнайсет различни жени му се родиха седемнайсет сина, които бяха избити, един след друг само за една нощ, преди най-големият да навърши трийсет и пет години. Измъкна се от четиринайсет покушения, от седемдесет и три засади и от един взвод за разстрел. Оцеля от товар стрихнин в кафето, достатъчен да убие кон. Отхвърли Ордена за заслуги, даден му от президента на републиката. Стигна до главнокомандуващ революционните сили с правосъдна и гражданска власт от едната граница до другата, и стана човекът, от когото най-много се страхуваше правителството, ала никога не позволи да му правят снимки. | “ |

Аурелиано дава управлението на Макондо на Аркадио, който се проявява като тиранин: премахва неделната литургия и управлява с укази. Когато обаче решава да застреля дон Аполинар Москоте, баба му Урсула се намесва, за да ограничи властта му.
Амаранта разкрива на Пиетро Креспи, че няма намерение да се омъжи за него и младият италианец е толкова отчаян, че се самоубива. Амаранта е разяждана от разкаяние и изгаря ръката си на жарава; тя носи черна превръзка до смъртта си.
Аркадио, който не знае, че Пилар Тенера е негова майка, започва да изпитва сексуално влечение към нея. Очаква да спи с Пилар, но вместо това тя му изпраща младо момиче на име Санта София де ла Пиедад. От нея тайно му се ражда дъщеря, за която първоначално узнават само Хосе-Аркадио и жена му Ребека. Хосе-Аркадио е станал примерен семеен мъж, но незаконно заграбва съседските земи. Междувременно Аркадио успява да построи нова къща със заграбени обществени средства благодарение и на съучастието на баща си Хосе-Аркадио.
Войната не върви добре за либералите, а правителствената армия щурмува Макондо. След усилена съпротива Аркадио е заловен и разстрелян, оставяйки Санта София с дъщеричката им Ремедиос и бременна с близнаци. Войната свършва. Либералите се предават, полковник Аурелиано Буендия попада в плен и последното му желание е смъртната му присъда да бъде изпълнена в Макондо. При пристигането му майка му едва го разпознава. Враждебността на жителите е толкова осезаема, че войниците трябва да теглят жребий за имената на разстрелния отряд. По време на стрелбата капитан Карнисеро освобождава затворника и бяга с него и хората му.
Либералите договарят с правителството мир и влизане в парламента, но полковник Аурелиано Буендия се отрича от това и инициира серия от бунтове, които прерастват в тотална война. В Макондо идва военен кмет – полковник Монкада, който се отнася към гражданите с хуманност и уважение. Това обаче не попречва на Аурелиано, чиято победоносна армия се завръща в града, да спази решението на военния трибунал, който го осъжда на смърт.
Родоначалникът на рода Буендия – Хосе-Аркадио умира от старост и деменция, а синът му Хосе-Аркадио е убит мистериозно. Аурелиано-Хосе – син на полковник Аурелиано и на Пилар Тернера умира при разстрел. Една след друга 17 жени довеждат в дома Буендия момчета на различна възраст, за да бъдат те признати за деца на полковник Аурелиано, който по време на войната никога не се е отклонявал от обичая да приема момичета в палатката си, водени от майките им за подобряване на расата.
Войната отново все развива зле за либералите. Полковник Аурелиано Буендия е все по-самотен и ожесточен. Стига дотам, че позволява приятелят му от детските години Херинелдо Маркес да бъде осъден на смърт от военния съд за неподчинение, защото се противопоставя на маневрите на партийни политици, които се отказват от либералните идеали. Преди изпълнението на присъдата обаче полковникът страда от гузна съвест, освобождава своя приятел и двамата бягат заедно с намерението да сложат край на войната. От този момент нататък характерът на полковника се влошава още повече, военните действия се усилват с намерението да принудят правителството и либералната партия да преговарят. Примирието, което слага край на гражданските войни, е окончателно подписано в Нерландия близо до Макондо. Аурелиано Буендия подписва капитулацията, след което се прострелва в точката, която неговият доктор уж е обозначил като сърцето му, което обаче не уврежда жизненоважен орган.

### Четвърто и пето поколение
Глави 10 – 17.
Докато полковник Аурелиано Буендия се оттегля в къщата в Макондо, посвещавайки се на занаятчийското производство на златни рибки, трите деца на Аркадио и Санта София де ла Пиедад навлизат в юношеството: красотата на най-голямата дъщеря Ремедиос красивата е такава, та да накара всеки мъж да си загуби ума. Въпреки това у дома я смятат за умствено недоразвита поради наивността ѝ в междуличностните отношения и неграмотността ѝ. По-малките ѝ братя – близнаците Хосе-Аркадио Втори и Аурелиано Втори, родени след смъртта на баща им, вероятно са си разменили самоличността, т. к. първият е наследил физическите характеристики и характера на Аурелиано, а вторият прилича на Аркадио.
Почти 100-годишната баба на Ремедиос красивата – Урсула се съгласява внучка ѝ да бъде избрана за кралица на новоучередения карнавал в града. Славата му е такава, че привлича в Макондо и друга млада жена с приказна красота – Фернанда дел Карпио, в която се влюбва Аурелиано Втори и за която се жени впоследствие.
Пристигайки в Макондо, Фернанда постепенно променя навиците на къщата на Буендия, въвеждайки спазването на религиозните предписания в ритъма на живота, а също и в брачната интимност: в това се постига известен баланс, когато съпругът ѝ успява да я убеди, че необикновената плодовитост на селскостопанските му животни, които носят голямо богатство на дома, се дължи на присъствието на неговата любовница Петра Котес. Фернанда му ражда две деца – Хосе-Аркадио, предопределен от ранна възраст за семинарията с надеждата да стане папа, и Рената–Ремедиос, наричана „Меме“.
Консервативното правителство решава да отпразнува мира и рождения ден на Аурелиано Буендия, като му присъжда медал за доблест, но възрастният полковник го отказва възмутен.
Междувременно прогресът идва в Макондо в лицето на железопътната линия. Градът се разраства, пристигат чужденци, които Аурелиано Втори кани на обяд. Сред тях е американецът г-н Браун, който популяризира навлизането на банановата компания. Земите около Макондо се считат за подходящи за отглеждане на плодове и много жители започват да работят за мултинационални компании. Американците изграждат отделно село с красиви къщи и независим живот. Те водят със себе си щастливи мъже. Когато едно дете е убито заедно с дядо си за дреболия, Аурелиано Буендия е възмутен до такава степен, че иска да начене нова всеобхватна война, за да прогони чужденците, но неговият приятел Херинелдо Маркес го кара да се откаже. В резултат на заплахите му за въстание всички негови незаконни деца (с изключение на първородния Аурелиано Амадор) са убити от въоръжени мъже за една нощ на няколко места в Колумбия.
Ремедиос красивата изведнъж се издига на небето в експлозия от светлина, заобиколена от пеперуди, след като е накарала няколко мъже да загубят ума си по нея. Аурелиано Буендия вече не напуска стаята си, където продължава да работи върху изработването на златни рибки, докато една сутрин не умира, докато излиза да уринира на двора. Правителството лицемерно обявява национален траур.
Меме е пораснала и е изпратена да учи в пансион по волята на майка ѝ Фернанда. За да запази единството на семейството, баща ѝ (който се премества да живее при любовницата си Петра Котес) се връща при съпругата си всеки път, когато Меме се прибира у дома през ваканция. Момичето се влюбва в Маурисио Вавилония, шофьор, който работи за банановата компания, и се среща с него в дома на Пилар Тернера.
Баба Урсула, която е на повече от 100 г., губи зрението си, но познава къщата толкова добре, че успява да скрие този факт от всички. Амаранта, вече остаряла и огорчена от десетилетия съжаления за самоубийството на Пиетро Креспи, получава от самата смърт предупреждение, че ще трябва да напусне този свят веднага щом приключи с тъкането на погребално платно, което се и сбъдва.
След като открива аферата на дъщеря си Меме, Фернанда съобщава за присъствието на крадец на пилета около къщата. Застрелян от пазач, докато се промъква през нощта в банята (където го очаква Меме), Маурисио Вавилония е парализиран за цял живот. Въпреки противопоставянето на съпруга си Фернанда затваря дъщеря си в манастир в студения град на планината, където е родена. Меме не проговаря до края на живота си. Няколко месеца по-късно монахиня довежда незаконно дете при Фернанда, което е кръстено Аурелиано. Фернанда го пази известно време, докато съпругът ѝ Аурелиано Втори не го открива.
Идването на банановата компания носи не само работа и благосъстояние, но и силно напрежение. Работниците се организират срещу ниските заплати и заплащането с ваучери, които да бъдат ползвани във фирмените магазини. Хосе-Аркадио Втори е един от най-видните синдикалисти и след кратък период в затвора е освободен. Следва вълна от стачки. Г-н Браун, принуден да подпише трудов договор, успява да го отмени, правейки се на умрял. Стачката се разраства. Властите казват на работниците да се съберат на гарата, за да отидат до столицата, понеже молбите им са приети, но работниците и техните семейства намират очакващите ги войски и картечници, които стрелят безразборно по тълпата. Хосе-Аркадио Втори се събужда облян в кръв във влак с 200 вагона, натоварени с трупове, отиващ към морето. Той скача от него и се прибира вкъщи, като казва на всички, че е имало над 3000 жертви, но никой не вярва в клането. Той се затваря в стаята на Мелкиадес и не я напуска до смъртта си, обсебен от спомена за отреченото клане.
Г-н Браун прави минимални отстъпки на работниците, като ги отлага докато дъждът спре. Същия ден обаче започва период на непрекъснат дъжд, който продължава почти 5 г. Полетата са наводнени и унищожени, животните се давят, къщите гният и се разпадат. Банановата компания се премества другаде. В края на дъждовете в Макондо остават само първоначалните му жители.
Както сама е предсказала, баба Урсула умира на около 120-годишна възраст. Аурелиано Втори има тумор в гърлото и седмица преди да умре, се връща у дома при жена си; в момента когато издъхва, брат му Хосе-Аркадио Втори умира на леглото си в стаята на Мелкиадес.

### Шесто поколение
Глави 18 – 20.
Фернанда също умира в леглото си след дълга кореспонденция с „невидими лекари“, които стигат дотам, че „я оперират телепатично“. Тялото ѝ, дори в напреднала възраст, запазва цялата си красота непокътната. Децата получават новината за смъртта ѝ. Меме все още е заключена в манастир, Амаранта-Урсула е изпратена да учи в пансион в Брюксел, а Хосе-Аркадио се завръща у дома от Рим, където учи за папа. Всъщност той напусна семинарията само след година, без да уведоми майка си, и пребивава в малки наети стаички с група млади бохеми.
Обратно в Макондо Хосе-Аркадио става собственик на дневниците на майка си и открива, че Аурелиано, единственият оцелял в дома на Буендия, е незаконният син на сестра му Меме. Затваря го в стаята на Мелкиадес, където момчето се посвещава на изучаването на санскрит, за да преведе писанията на циганина. Хосе-Аркадио посреща в къщата някои млади хора от Макондо, с които се посвещава на пиянство и разгулен живот благодарение на откритото от тях съкровище от златни монети, заровено от баба Урсула в нейната стая – съдържанието на гипсова статуя, оставена от непознати през бурните години, когато всички чужденци са спирали в къщата на Буендия. Хосе-Аркадио изгонва приятелите си от къщата, но те се връщат през нощта и го удавят във водния резервоар, избягвайки със златната плячка.
Аурелиано остана сам със своите езотерични изследвания. Той намира книжарница в града, където се среща с четирима свои връстници, обичащи литературата, докато Амаранта-Урсула не се завръща от Брюксел със съпруга си Гастон, отговорил на желанието ѝ да види отново родното си място, мислейки, че става въпрос за няколко месеца. Двамата се установяват в къщата, което разстройва Аурелиано, който, според семейната традиция на кръвосмесителна любов, губи ума си по леля си, с която е почти на еднаква възраст. След като се опитват да устоят на изкушението, двамата се предават. Гастон се завръща в Белгия, оставяйки ги на страстта им.
Трагедията надвисва над къщата на Буендия в Макондо. Полуразрушеното градче, лишено от влак и далеч от света, бавно се разпада под праха и слънцето. Пилар Тернера умира на над 140 г. като собственица на бордей, посещаван от Аурелиано и неговите литературни приятели. Амаранта-Урсула е бременна и се разделя със съпруга си с писмо. След като ражда момче, тя бавно умира от неспирен кръвоизлив и огорчена от факта, че новороденото има свинска опашка в долната част на гръбначния стълб поради кръвосмешението на родителите си.
Последният Аурелиано не забелязва, че къщата е нападната от армия мравки. Докато се надига ужасяващ вятър, който ще помете Макондо от лицето на земята и термитите отнасят детето, мъжът най-накрая успява да дешифрира кодираните свитъци на циганина Мелкиадес. Това е краят на Сто години самота за рода Буендия и град Макондо.

## Исторически контекст
Реализмът на Гарсия Маркес се определя като „магически“, т. к. историите са реалистични, взети както от семейни събития, така и от колумбийската история, но и измислени, филтрирани през приказната и сюрреалистична латиноамериканска и лична авторова фантазия, обогатена по този начин с фантастични и легендарни събития.
Критичната интерпретация на колумбийската история си служи с официалната история, за да измисли сегрегиран и жив свят, който остава дълго в паметта на читателя. Преди испанската колонизация на Америка регионът, отговарящ на днешна Северна Колумбия, не притежава култура, сравнима с тази на инките (в Перу), маите (в Централна Америка) или на ацтеките (в Мексико). Той е населен от местните народи на Тайрона и Муиска, организирани в кланове под монархия. През 1509 г. Васко Нунес де Балбоа основава селище, считано за първия град на Колумбия, авангард на испанската експанзия и завоевание.
След завладяването на територията на Муиска от Гонсало Хименес де Кесада (1538) Богота става център на испанското колониално управление. Съвсем скоро, през 1810 г., след разпадането на Испанската империя в Колумбия, провинциалните военни правителства успяват да оспорят политическата власт на националното правителство на Богота, но 6 г. по-късно, през 1816 г., монархическите сили на граф Пабло Морильо възстановяват испанското управление.
Основните исторически събития, филтрирани през въображението на автора, който изгражда върху тях сюрреалистична митология, често с времеви скокове, са:
- Набезите на английски пирати по крайбрежието (1600); в романа нападенията на Франсис Дрейк над Риоача измъчват предците на Буендия
- Основаването на съвременна Колумбия (около 1830 г.), след разпадането на Велика Колумбия от Симон Боливар, символизирано от основаването на Макондо и последвалите събития (пристигането на циганите, църквата и консервативния правителствен управител)
- Хилядодневната война (1899 – 1901)[6] или 32-те въоръжени въстания на полковник Аурелиано Буендия, завършили с Мира в Нерландия (истинската капитулация на либералите, подписана в реално съществуващата бананова плантация, е в Нерландия на 24 октомври 1902 г. и впоследствие е ратифицирана през ноември на американски кораб)
- Навлизането на технологиите и северноамериканците от мултинационалната Юнайтед Фрут Къмпани, представлявана от банановата компания на г-н Браун (нач. на 20 век); идването на прогреса е споменато в прочутото начало с леда.[17]
- Първите политически убийства, наредени от правителството през 20-те г. на 20 век (клането на 17-те деца на полковник Аурелиано), кулминирали впоследствие с периода, наречен La Violencia
- Клането на стачкуващите бананови работници от редовната армия (Санта Марта, октомври 1928) или клането, отречено от правителството, в което оцелява Хосе-Аркадио Втори (това е едно от малкото събития, които имат точна историческа дата заедно с договора от Нерландия)
- Тропическите циклони с последващи катастрофални наводнения (4-годишният потоп, причинен от инженерите на компанията поради неспазване на някои профсъюзни споразумения: метафора за условията на околната среда на тропическите гори, унищожени за засяване на бананови дървета с катастрофални последици след типичните проливни дъждове за региона)
- Икономическата депресия на банановите селища (сред които Аракатака, родният град на автора) след бума в началото на века (1928 – 1940, съответстващ на периода на ранната младост на Гарсия Маркес преди заминаването му за Европа).

## Действащи лица

### Първо поколение

#### Хосе-Аркадио Буендия
Той е основоположникът на рода и на Макондо. Роден в Риоача, на младини се жени за Урсула Игуаран, въпреки че двамата са първи братовчеди. Тя е впечатлена от историята на една от лелите си, която също се омъжва за кръвен роднина, като по-късно ражда син със свинска опашка, въпреки че Хосе-Аркадио ѝ отговаря, че няма нищо против да му се раждат прасета, стига да могат да говорят.
Съпротивата на съпругата му да легне с него подхранва клюките за двойката до трагичния ден, когато Хосе-Аркадио печели в борби на петли срещу Пруденсио Агилар. Последният, ядосан от поражението, обижда противника, поставяйки под въпрос сексуалнатите му способности и Хосе-Аркадио го убива, пробивайки гърлото му с копие. През следващите месеци призракът на Пруденсио ядосва двамата със своите появи, дотолкова че Хосе-Аркадио, воден от разкаяние и от желанието си да му даде малко мир, решава да напусне Риоача. След като заравя копието и избива петлите си, Хосе-Аркадио, последван от бременната Урсула и 21 техни млади приятели, напуска безцелно селото.
От брака между Хосе-Аркадио и Урсула се раждат двама сина и една дъщеря, а още една дъщеря е осиновена. По време на миграцията в пустинята най-големият син на двойката – Хосе-Аркадио е роден напълно здрав. След почти 2 г. пътуване през масива Сиера Невада де Санта Марта Хосе-Аркадио Буендия сънува селище на речния бряг, където лагерува и решава да основе именно там Макондо. През следващите години той се налага като мъдър и безпристрастен авторитет на селището.
Всичко се променя с пристигането на група цигани начело с Мелкиадес, която показва всяка година най-различни изобретения, сред които са магнитът и телескопът. Така животът на Хосе-Аркадио Буендия започва да е погълнат от повече или по-малко заблудени научни експерименти, като напр. предложението да се обучи армията за „слънчева война“, което го кара да загуви представа отглеждането на децата му.
Върнат към реалността от жена си Урсула, той възвръща отговорността и властта си за доброто на семейството и се сближава отново с децата, които завежда в циганската палатка, за да им покаже още едно любопитно нещо: леда. Един ден, обсебен от времето, което не тече, Хосе-Аркадио проявява повече лудост, което принуждава семейството му да го върже за кестен. Там той остава години наред, безстрастен в присъствието на роднини, с намерението да разговаря с призрака на Пруденсио и да се изразява на латински до смъртта си.
Неговият призрак остава под кестена, видим за всички членове на семейството с изключение на полковник Аурелиано.

#### Урсула Игуаран
Тя е съпруга на Хосе-Аркадио Буендия, както и негова първа братовчедка. Характеризира се с умствена сила и голяма работоспособност, които запазва почти през целия си живот. От страх да роди деца със свинска опашка Урсула отказва да консумира брака си в продължение на няколко месеца; за да се предпази от съпруга си през нощта тя дори носи колана на целомъдрието, направен от майка ѝ.
Урсула живее между 115 и 122 г. и опознава практически всички членове на всички поколения на рода. Поради тази причина по време на старостта си тя има чувството, че времето никога не минава, дори стига дотам, че бърка правнуците си с мъртвите си деца (напр. се обръща към Аурелиано Вавилония, като го мисли за едноименния полковник). По време на дългия потоп, когато в Макондо вали непрестанно в продължение на 4 г., нейната слепота се увеличава, а умствената ѝ яснота намалява, но това не ѝ пречи да защити тайната на поверената ѝ по време на Хилядодневната война гипсова статуя на Св. Йосиф, пълна със златни монети.

### Второ поколение

#### Хосе-Аркадио
Той е най-големият син на Урсула Игуаран и Хосе-Аркадио Буендия. Той се ражда по време на пресичането на масива Сиера Невада де Санта Марта (без свинска опашка, от което се е страхувала майка му) и наследява голяма воля и силна импулсивност на баща си.
По време на юношеството има връзка с приятелка на майка му на име Пилар Тернера, много по-възрастна от него, която е привлечена от големината на неговия мъжки атрибут, подсилен от разказа на майката му, която се опасява, че това е последица от кръвосмесителния ѝ брак. Остава ужасен, когато Пилар му казва, че е бременна. Влюбвайки се в циганка, той напуска Макондо заедно с кервана преди раждането на сина му Аркадио. Аркадио никога няма да разбере, че той е негов баща.
Появява се внезапно няколко години по-късно, изцяло променен: има мощна физика, тяло, покрито с татуировки, загорял тен, обиколил е света като моряк цели от 65 пъти, слави се с чудовищен апетит и с изключителна мъжественост.
Омъжва се след мълниеносен годеж за Ребека, неговата неродна сестра, която от години е сгодена за италианеца Пиетро Креспи. Поради срама от скандала майка им Урсула ги изхвърля от къщата. След брака става примерен съпруг.
Хосе-Аркадио узурпира земите на съседите си и това е благодарение на предложението на сина му Аркадио за създадаване на поземлен регистър. Заграбването на земите предизвиква недоволството на много съседи.
Той спасява брат си Аурелиано от разстрел.
Смъртта му остава единствената неразгадана мистерия в Макондо, т. к. е намерен убит, прострелян в ухото в банята, след което течащата му кръв се спуска чак до къщата на Буендия, докато жена му Ребека не забелязва нищо. Тленните му останки миришат силно на барут в продължение на много години до деня, в който инженерите от банановата компания не покрият гроба му с изливане на бетон.

#### Полковник Аурелио Буендия
Второ дете на Хосе-Аркадио и Урсула и брат на Хосе-Аркадио и на Ребека, той е първото дете, родено в Макондо. Напълно различен по характер от брат си, от ранна възраст има ясен и аналитичен поглед към нещата, както и малки способности на ясновидец. След пристигането на циганите той помага на баща си в златарската работилница, специализирана в производството на златни рибки.
След като пораства, се влюбва в Ремедиос Москоте – 9-годишна дъщеря на управителя на Макондо. Въпреки разликата във възрастта бракът е уреден, когато тя навлиза в пубертета, но младата му съпруга умира от естествен аборт на 14-годишна възраст. Аурелиано се затваря в дълбоко мълчание, което споделя със своя тъст.
След като е свидетел на фалшифициране на изборите от страна на консервативното правителство и на насилието на военните Аурелиано решава да се присъедини към либералната революция срещу режима по време на Хилядодневната война (в романа войната не трае 3 г., а 20). По време на военния си период той подклажда 32 неуспешни въстания и му се раждат 17 сина от 17 различни жени, които ще бъдат убити в зряла възраст.
Подобно на брат си той също има син от Пилар Тернера – Аурелиано-Хосе, убит при сблъсък с правителствени войници.
Уважаван дори от консервативните съперници, той оцелява в 4 атаки, 73 засади, опит за самоубийство с изстрел след Примирието от Нерландия и в разстрел, за да завърши дните си заключен в работилницата в изработване на златни рибки. След няколко изкушения да възобнови войната, за да изгони арогантната бананова компания и след смъртта на синовете си, убити от правителствени нападатели (с изключение на онзи, който бяга и е убит години по-късно), след като Аурелиано заплашва публично американците, възрастният полковник все още се опитва да популяризира всеобхватна война.
Правителството, въпреки че е негов противник, по случай юбилея за 25-годишнината от края на войната, нарича на негово име улица, но полковникът отказва всякакво признание. Умира от старост, облегнат на кестена, в деня в който циганите се връщат заедно с цирка.
Характерът на полковник Аурелиано Буендия е вдъхновен от либералния генерал Рафаел Урибе Урибе, който през 1899 г. се разбунтува срещу консервативното правителство, като поражда третата колумбийска гражданска война – Хилядодневната.

#### Амаранта
Трето дете на Хосе-Аркадио и Урсула, тя живее, мразейки осиновената си сестра Ребека, защото в юношеството и двете са влюбени в италианеца Пиетро Креспи, дошъл в къщата на Буендия, за да сглоби механично пиано. Когато Пиетро Креспи се сгодява за Ребека, Амаранта ѝ се заклева, че ще предотврати брака им и дори си мисли да я отрови. Бракът няма да се състои, защото брат ѝ Хосе-Аркадио, напуснал преди години бащината си къща с циганска каравана, се връща у дома и се жени за Ребека.
Креспи се утешава, като прекарва времето си с Амаранта. Той иска ръката ѝ, но тя не се съгласява да се омъжи за него и това неволно го тласка към самоубийство. Измъчвана от угризения, тя изгаря ръката си върху жаравата и до смъртта си носи черна превръзка, за да покрие изгарянията в знак на траур. По-късно отхвърля предложението за брак и на Херинелдо Маркес, либерален полковник и приятел на брат ѝ Аурелиано.
Много близка до внуците си Аркадио и Аурелиано-Хосе и впоследствие до Хосе-Аркадио – син на Аурелиано Втори, тя не толерира фанатичната съпруга на Аурелиано Втори – Фернанда, с която скоро прекъсва отношения.
Умира при много специални обстоятелства, след като получава изключително точна поличба за собствената си смърт. Знаейки точния ден на смъртта си, тя събира цялата кореспонденция на селяните за починалите им близки. На посочената дата е много активна, така че хората си мислят, че това е шега, но тя умира, лежейки кротко в леглото си.

#### Ребека
Дъщеря на Никанор Улоа и Ребека Монтиел, родена в Манауре, тя е осиновена от сем. Буендия на 11-годишна възраст по искане на родителите ѝ, които твърдят, че са братовчеди на Урсула. Малкото момиче пристига у дома на Буендия, носейки чувал с костите им. Първоначално мълчалива и интровертна, тя има навика да се храни с пръст и да смуче палеца си. Преодолявайки този навик, възниква друг проблем: момичето страда от болестта на безсънието и заразява цяло Макондо.
В младежка възраст се влюбва лудо в Пиетро Креспи (и възобновява навика си да яде пръст), но страда от съперничеството на Амаранта, готова да направи всичко, за да ѝ попречи да се омъжи за италианеца. Годежът продължава няколко години поради траура за смъртта на Ремедиос и дългите строителни работи на християнския храм на отец Никанор Рейна. Всичко се променя, когато нейният нероден брат Хосе-Аркадио се завръща след дълго отсъствие: Ребека изпитва силно физическо влечение към него, отдава му се и двамата се омъжват. След изгонването им от майка им Урсула Ребека се грижи за поддържането на дома им, а след това и на къщата, построена от Аркадио.
След мистериозната смърт на съпруга си тя се затваря в непробиваемо уединение, възмутена от факта, че е заподозряна в убийството му. Само няколко пъти той се появява пред къщата, която се руши. Единственият човек, с когото има връзки, е вярната ѝ слугиня Аргенида, а два пъти се среща у дома си с полковник Аурелиано и със сина му Аурелиано Тъжни, и отказва предложението на Аурелиано Втори да се върне да живее със сем. Буендия. Урсула страда със закъснение от липсата на Ребека, защото нейният силен характер би попречил на семейството да изпитва такава дълбока самота.
Ребека е намерена мъртва в леглото си, свита като скарида, с оплешивяла от краста глава и с палец в устата, навик, който винаги е имала от първия си ден на пристигането си в Макондо.

#### Ремедиос Москоте
Най-малката дъщеря на Управителя на Макондо дон Аполинар Москоте, тя е 9-годишно момиче, по което (бъдещият) полковник Аурелиано Буендия е лудо увлечен. С големи усилия семейството ѝ успява да я подготви за сватбата, състояла се след настъпването на пубертета, и след първоначални трудности тя се интегрира успешно в сем. Буендия, привнасяйки в него ведрина. Не прави грешки на сватбената си церемония, грижи се за тъста си Хосе-Аркадио Буендия под кестена, както и за за отглеждането на малкия Аурелиано-Хосе, посредничи при споровете между Амаранта и Ребека.
Ремедиос умира в леглото сред куклите си на 14-годишна възраст поради спонтанен аборт на близнаците. Тази трагедия оставя незаличими следи в къщата: Амаранта чувства силно чувство за вина предвид желанието ѝ да се случи нещо сериозно, та бракът между Пиетро Креспи и Ребека да не се състои и защото по този начин тя би избегнала убийството на Ребека. По нареждане на Урсула, в допълнение към продължителния период на траур, в къщата е поставен дагеротипът на Ремедиос, осветяван от свещ, винаги запалена и за следващите поколения. Смъртта на Ремедиос вероятно се случва през 50-те г. на 19 век, т. к. дагеротипът е технология от 1839 г., донесена в Макондо от циганина Мелкиадес в предходното десетилетие.

### Трето поколение

#### Аркадио
Пълното му име е Хосе-Аркадио и е син на Пилар Тернера и Хосе-Аркадио. Освен родителите, баба му Урсула и дядо му Хосе-Аркадио само полковник Аурелиано знае тайната на неговия произход (само при това условие Урсула го приема у дома). След това Аркадио е осиновен от баба си и дядо си и никога няма да разбере кои са истинските му родители, бидейки убеден, че е най-малкият син на Буендия.
Човек с голям практически усет и отлична култура, на него е поверена задачата да ръководи първото училище, построено в Макондо. С течение на времето става арогантен и самонадеян. Изпитва сексуално влечение към майка си Пилар Тернера (не знаейки, че му е майка) и тя, уплашена, го запознава с красивата Санта София де ла Пиедад, в която Аркадио се влюбва и от която има три деца.
Когато полковник Аурелиано заминава за фронта, той го назначава за граждански и военен началник на Макондо. Аркадио управлява селото по деспотичен и произволен начин, но е бит от баба си Урсула, след като се опитва да осъди на смърт дон Аполинар Москоте – консервативният тъст на Аурелиано.
Изправен пред поражението на либералите, той не приема предадената от полковника капитулация и защитава селото с няколко зле въоръжени мъже. Пленен жив, той е разстрелян от войниците под командването на капитан Роке Карнисеро (букв. „Месаря“ на испански).
Последната му воля касае децата му: първото, родено наскоро, иска да бъде наречено Урсула, но на разстрела сменя името с Ремедиос; второто, все още неродено дете, ако е момиче, желае да бъде наречено Ремедиос, а ако е момче – Хосе-Аркадио. Това негово желание е изпълнено само отчасти: най-голямата му дъщеря е наречена Ремедиос, след което Санта София де ла Пиедад ражда близнаци: Хосе– Аркадио Втори и Аурелиано Втори.

#### Аурелиано-Хосе
Син на Пилар Тернера и на полковник Аурелиано Буендия. За разлика от неродния си брат (и братовчед) Аркадио той знае кои са родителите му. Отгледан е първо от Аурелиано и Ремедиос, а след това от Амаранта, по която развива истинска сексуална мания: дезертира от армията и се връща в Макондо, за да я преследва, като дори е готов да отиде в Рим и да коленичи пред Папата, само и само да получи неговото разрешение за брак.
Една вечер майка му Пилар Тернера го предупреждава да внимава, след като му гледа на карти, но това е безрезултатно: капитан Акилес Рикардо, знаейки, че той е син на полковник Аурелиано Буендия, го застрелва, преди той самият да бъде убит от симпатизантите на полковника. Изстрелът е чут от Кармелита Монтиел, която очаква Аурелиано-Хосе в леглото. Той умира, без да знае, че в неговата съдба е записан съвместният живот с младата Кармелита, изпълен с онова щастие, което той не е могъл да има с Амаранта.

#### Санта София де ла Пиедад
Партньорка на Аркадио, тя е приета в къщата от Урсула с децата ѝ след смъртта му. Тя е мълчалива и трудолюбива жена и като млада е доста красива. Работи много в семейната сладкарница с Урсула, където произвежда карамелни животни. Подобно на Урсула тя надживява децата си и един ден напуска къщата на Буендия, уморена и остаряла, за да не се появи никога повече.

#### 17-те мъже на име Аурелио
Когато полковник Аурелиано Буендия поема командването на либералните въоръжени сили, той често има авантюри с различни жени, често само за една нощ (майките ги изпращат в леглото на воина за подобряване на расата). Освен Аурелиано-Хосе полковник Аурелиано Буендия има и 17 сина, а семейството му узнава за това едва когато майките ги довеждат един след друг в Макондо, за да бъдат кръстени „Аурелиано“. Никой не се съмнява в бащинството, понеже те са дошли на света по същия начин като баща им, т.е. с отворени очи като възрастни и с духа на самота, характерен за полковника. Амаранта би искала да ги отгледа, но никоя от майките не ѝ го позволява. Всяко от децата взима фамилията на майка си.
По време на юбилея в чест на полковник Аурелиано всички те се срещат в Макондо и по повод Пепеляна сряда са отведени от Амаранта в църквата на отец Антонио Изабел: свещеникът прави на челата им пепелен кръст, който се оказва незаличим. Само един от тях – Аурелиано Тъжни остава в Макондо и създава фабрика за лед. Години по-късно, с пристигането на банановата компания, Аурелиано Ръж, Aурелиано Резач и Аурелиано Аркайа също се местят в Макондо.
След насилието на войниците и на охраната на компанията срещу жителите старият полковник Аурелиано публично заплашва, че ще въоръжи синовете си, за да премахне гринговете чрез ново въстание. Малко след това почти всички 17 негови сина са убити (вероятно от политическите противници на полковника), разпознати благодарение на кръста на челото. Само един от тях – Аурелиано Амадор успява да избегне засадата и се връща много години по-късно в Макондо, когато в къщата на Буендия живеят само Хосе-Аркадио и Аурелиано Вавилония. Те не го разпознават и го изхвърлят обратно на улицата, където двама държавни агенти го застрелват в кръста на челото, завършвайки по този начин клането, останало недовършено години по-рано.

### Четвърто поколение

#### Ремедиос красивата
Най-голямата дъщеря на Аркадио и Санта София де ла Пиедад, от детството си тя се отличава с изключителната си красота, която кара мъжете да губят ума си, поради което баба ѝ не я оставя да напуска къщата, освен за да отиде на литургия с покрито с було лице. Ремедиос живее в свой собствен свят, храни се без прибори, прекарва часове в банята и остава неграмотна; решава проблема с облеклото просто като си шие конопено палто, без да носи нищо отдолу.
Митът за нейната красота става легендата за смъртоносната течност, която преследва мъжете. Всъщност четирима от претендентите ѝ умират, въпреки че Ремедиос изобщо не се интересува от любов или секс. Един следобед тя се издига на небето пред учудените погледи на останалите жени в къщата, вземайки със себе си чаршафа, който простира. Хората говорят, че е избягала с момче и че семейството е искало да спаси честта.
Гарсия Маркес каза, че възнесението на Ремедиос красивата е история, която баба му е разказвала, когато е бил малък; за него това е бил реален факт и едва когато пораства, научава истината за любовното бягство от нач. на 20 век в Колумбия, покрито с историята за чудото. Това означава, че метафорите в романа са верни за фантазията, но символични за реалността.

#### Аурелиано Втори
Син на Санта София Де ла Пиедад и на Аркадио Буендия, той е брат близнак на Хосе-Аркадио Втори. Има бурен и импулсивен характер и по-здрава конструкция от брат си, подобна на тази на Хосе-Аркадиевците от рода, дотолкова че да накара човек да повярва, че като дете се е разменил с брат си.
Жени се за Фернанда дел Карпио, но цял живот има връзка с любовницата си Петра Котес, единствената му истинска любов, която смята за талисман за икономическите си начинания. Той става много богат благодарение на плодовитостта на едрия му рогат добитък. Има голяма жизненост и прекарва времето си в свирене на акордеон по празненства и в участия в гигантски гастрономически предизвикателства.
Изпада в затруднение по време на дългия потоп, който причинява смъртта на животните в стадото му. Когато се разболява от рак на гърлото, той губи ораторската си способност при организирането на томболи, които са се превърнали в новия му икономически ресурс, и съответно уважението на жителите на Макондо. Умира от болестта си едновременно с близнака си Хосе-Аркадио. Двете тела обаче се разменени в ковчезите поради невнимание на пияните приятели на Аурелиано Втори.

#### Хосе-Аркадио Втори
Син на Санта София Де ла Пиедад и на Аркадио Буендия, той е брат близнак на Аурелиано Втори. Урсула вярва, че двамата братя са се разменили като деца, защото Хосе-Аркадио развива характеристиките на Аурелиановците – меланхоличен и спокоен нрав и по-стройна физика от Хосе-Аркадио.
Като момче често ходи на църква. Първоначално се занимава с бойни петли, после с навигация, впускайки се в неуспешна инициатива, целяща да свърже Макондо с морето чрез канал. Той успява да построи само малък воден поток, през който пристига сал, пълен с френски проститутки.
В крайна сметка Хосе–Аркадио Втори работи като началник на отдел в банановата компания на сеньор Браун, където става синдикален лидер. Той играе важна роля по време на стачката на банановите работници и е единственият оцелял от клането на работниците от армията, което официалната история изтрива изцяло. След като се буди в товарен влак с 200 вагона, пълни с трупове, за да бъдат хвърлени в морето, той е шокиран от това ужасно преживяване. Така и не се възстановява и подобно на прадядо си частично губи контакт с реалността, заявявайки, че всяка вечер влакът тръгва към морето, пълно с мъртъвци. Той се скрива, бягайки от войниците, които търсят всички синдикалисти, в стаята на циганина Мелкиадес в къщата на Буендия, отказвайки да я напусне. Само там се чувства защитен и прекарва остатъка от живота си, опитвайки се да дешифрира свитъците на циганина и обучавайки племенника си Аурелиано (Вавилония).
След като е станал свидетел на стрелба, той е обсебен от страх да бъде погребан жив (вярвайки, че осъденият все още е жив, т.к. е починал с отворени очи), и иска тялото му да бъде заклано преди погребението. Умира без причина в същото време, в което умира и братът му близнак.

#### Фернанда дел Каприо
Последната потомка на благородническо семейство, доведено до бедност, тя живее в суров град във вътрешността на страната. Отведена е в Макондо по случай карнавала с обещание за трона на Мадагаскар. Там е избрана за кралица на карнавала заедно с Ремедиос красивата и нейната фантастична красота очарова Аурелиано Втори, вече романтично свързан с Петра Котес. Младежът тръгва да я търси в градовете на платото и се жени за нея.
Поради напредналата възраст на Урсула, покорността на Санта София де ла Пиедад, взаимната неприязаност с Амаранта и постоянните отсъствия на съпруга ѝ (който прекарва по-голямата част от времето си с любовницата си Петра Котес, чиято компанията предпочита), Фернанда поема юздите на къщата на Буендия, затваряйки я за света и създавайки стая за децата си с изображения на светии в естествен размер. От брака си с Аурелиано Втори тя ражда три деца: Хосе-Аркадио, Рената-Ремедиос (наричана „Меме“) и Амаранта-Урсула.
Набожна жена с горд характер, отгледана в религиозно и аристократично семейство, Фернанда има строг и авторитарен характер. От една страна тя поверява здравето си на кореспонденция с „невидими лекари“, от друга страна се противопоставя на любовта между дъщеря ѝ Меме и скромния механик Маурисио Вавилония. След като Маурисио е уцелен от изстрелите на охраната на дома ѝ, оставайки парализиран, Фернанда принуждава дъщеря си да се уедини в манастир, твърдейки пред съпруга си, че волята на Меме е да стане монахиня. Когато малко по-късно монахиня довежда сина на Меме Аурелиано Вавилиония, Фернанда го принуждава да прекара цялата си младост в къщата, срамувайки се от извънбрачния му произход. Само през последните месеци от живота си го държи не толкова строго.
Умира в леглото си с внука си Аурелиано до себе си, който поддържа трупа с живачни измивания в продължение на четири месеца в очакване на завръщането на сина ѝ Хосе-Аркадио.

### Пето поколение

#### Хосе-Аркадио
Отгледан от Амаранта, той дълго време храни обич към своята пралеля, което води до физическо привличане подобно на случилото се с Аурелиано-Хосе. Урсула решава, че детето трябва да започне да се отдаде на религиозно учение, за да стане папа. Хосе-Аркадио е изпратен в Рим, където обаче изобщо няма да поеме обетите, напуска семинарията и пропилява парите, които семейството му праща. Той се връща в Макондо след смъртта на майка си Фернанда.
Екстравагантен и самотен, той презира Аурелиано Вавилония, защото е извънбрачен син, дори като последният му става приятел. Намира чувалите със златните монети от статуята на Свети Йосиф, скрити от Урсула под леглото му, и това става пред очите на някои момчета, негови спътници във веселието. Те го убиват докато се къпе, за да му откраднат съкровището.

#### Рената-Ремедиос (Меме)
Дъщеря на Аурелиано Втори и на Фернанда дел Карпио, тя е образована като дете в семинария, ръководена от монахини, и е научена да свири на клавесин. Въпреки твърдото си католическо възпитание тя наследява жизнеността на баща си, с когото, след завръщането си в Макондо, изгражда силни отношения.
Весело момиче със свободен начин на живот, тя се влюбва в младия механик Маурисио Вавилония, на което се противопоставя майка ѝ Фернанда поради пролетарския му произход. Превърнала се напълно покорна поради болката от инвалидността на любимия, ранен от охраната, докато се опитва да влезе през нощта в стаята ѝ, тя е отведена в манастир от майка си. Рената ражда в манастира син от Маурисио, който е доведен у дома на Буендия от монахиня. Меме умира от старост много години по-късно в Краков под фалшиво име и без никога да спре да мисли за Маурисио.

#### Амаранта-Урсула
Трето дете на Аурелиано Втори и на Фернанда дел Карпио, тя е изпратена да учи в Брюксел от баща си, който, загубил древното богатство, придобито от добитъка, прави саможертва, за да събере необходимите пари. След завръщането си в Макондо с белгийския си съпруг Гастон Амаранта-Урсула е жена с разкрепостен менталитет, любителка на модата и танците.
В Колумбия обаче тя се влюбва в племенника си Аурелиано Вавилиония, когото смята за свой осиновен брат.
Умира след раждането на последния представител на рода Буендия.

### Шесто поколение

#### Аурелиано Вавилония
Син на Меме и на Маурисио Вавилония, той е роден, докато майка му е затворена в манастир. Монахиня го отвежда в къщата на баба му Фернанда, която го държи сегрегиран у дома (и дори мисли да го удави). Аурелиано вярва, че е осиновен син на Фернанда, която винаги се държи студено с него, и на Аурелиано Втори, и че е намерен в плаващ кош в реката. Без да знае нищо за произхода си, той казва на всички, че се казва Аурелиано Буендия, подобно на полковника. Отгледан е от Санта София де ла Пиедад и образован от Хосе-Аркадио Втори. Като дете Аурелиано напуска къщата само веднъж: спира на верандата, но веднага бива отведен вътре. След смъртта на Фернанда той остава сам с върналия се от Рим Хосе-Аркадио, който се държи студено с него. Постепенно обаче се заражда приятелство, макар че то трае много кратко поради убийството на Хосе-Аркадио.
Като възрастен Аурелиано напуска къщата често, предимно за да отиде в книжарницата на Каталонския мъдрец, където си купува книги, за да дешифрира санскритските пергаменти на циганина Мелкиадес. Невероятно културен човек и физически много подобен на полковник Аурелиано Буендия, той познава цялата Енциклопедия Британика, намерена в къщата, и необяснимо как дори неща, които не са написани там. На тези, които го питат как го прави, той отговаря с „Всичко се знае“.
В книжарницата той среща четирима приятели: Алваро, Херман, Алфонсо и Габриел, с които ходи по проститутки в различни публични домове. По-специално е свързан с Габриел, с когото споделя тайната на „влака на мъртвите“, в който се е събудил Хосе-Аркадио Втори, в което никой друг не вярва. Аурелиано има за своя любима антилската проститутка Нигроманта, след което се влюбва в леля си Амаранта-Урсула, която счита за осиновена сестра и на която признава за своята потисната страст.
След смъртта на любимата си и на сина си Аурелиано той загива в урагана, който унищожава Макондо, докато чете пергаментите на Мелкиадес, в които е предсказана цялата история на семейство Буендия на санскрит, когато се провъзглася окончателната съдба на селото и неговите жители:
| „ | Обаче преди да стигне до крайния стих, вече бе разбрал, че никога няма да излезе от тази стая, тъй като бе предвидено, че градът на огледалата ще бъде сринат от вятъра и заличен от паметта на хората в мига, в който Аурелиано Вавилония доразгадае пергаментите, и че всичко написано в тях е неповторимо от край време и завинаги, защото родовете, осъдени на сто години самота, нямат друга възможност върху земята. | “ |

### Седмо поколение

#### Аурелиано
Син на Аурелиано Буендия (Вавилония) и на Амаранта-Урсула. Майка му би искала да го нарече Родриго, докато баща му решава да го нарече Аурелиано, надявайки се, че той ще спечели 32-те войни, загубени от неговия съименник полковник. Роден е със страховита свинска опашка поради кръвосмешението на родителите му, въпреки че е „единственият от един век, създаден с любов". Баща му го намира мъртъв в деня след раждането му, разкъсан от червени мравки, както е предсказано в свитъците на Мелкиадес: „Първия от рода, вързан за едно дърво, и последния го ядат мравките.“

### Герои, непринадлежащи към сем. Буендия

#### Пруденсио Агилар
Развъжда бойни петли и живее в Риоача по времето, когато Урсула и Хосе-Аркадио Буендия живеят там. След като губи петел в битката с Хосе-Аркадио, Пруденсио публично поставя под съмнение неговата мъжественост (по онова време Хосе-Аркадио Буендия и Урсула все още нямат деца). Като отмъщение Хосе-Аркадио го убива, пробивайки гърлото му с копие.
Пруденсио се връща под формата на плачещ призрак, а Хосе-Аркадио, потиснат от угризения на съвестта, убива всичките си петли, погребва копието и напуска Риоача с Урсула. Призракът на Пруденсио обаче го преследва до смъртта му.

#### Мелкиадес
Циганин, който представлява връзката на Макондо с останалия свят по време на основаването му. Той е причината за самотата на Хосе-Аркадио Буендия, който вместо да се грижи за общото благо се посвещава на екстравагантни и безполезни експерименти.
Именно той спасява Макондо от болестта на безсънието, давайки на жителите противоотрова срещу забравата.
След години на отсъствие, през които е смятан за мъртъв (самият той казва, че е възкръснал), Мелкиадес се връща в Макондо и остава в къщата на Буендия, като се заключва, без никога да излиза от стаята си, където се посвещава на пророчеството за края на рода. В последните си години Аркадио специално се грижи за него, който го придружава всеки четвъртък, за да се изкъпе в реката. Когато Мелкиадес се удавя, Хосе-Аркадио се опитва да го съживи с живачни пари, като единственият ефект е да напълни тялото му със сини мехурчета. След 72 часа безрезултатни опити, когато къщата е нападната от чумна миризма, Хосе-Аркадио позволява да погребат неговия приятел.
Мелкиадес е първият, погребан в гробището в Макондо, открито с тържествено погребение. Дори и след смъртта му духът му остава в стаята, използвана само като склад за 72 нощни гърнета, закупени, когато Меме кани съучениците си у дома. Неговото присъствие остава завинаги в къщата на Буендия и е усещано само от Аурелиано Втори и Аурелиано Вавилония. Неговото пророчество е ключовият елемент за края на романа.

#### Пилар Тенера
Пилар Тернера е приятелка на Урсула. Братята Хосе-Аркадио и Аурелиано изпитват физическо привличане към нея като младежи и тя ражда две деца от тях: Аркадио и Аурелиано-Хосе.
Тя е описана като жена, която се отличава с гръмотевичния си смях, чиято сила обаче постепенно намалява с годините. Има дарбата да чете бъдещето на карти и на няколко пъти и по различни причини членовете на семейство Буендия се обръщат към тази ѝ способност.
В доста напреднала възраст става мадам на „зоологически публичен дом“ (публичен дом с прилежащ зоопарк), посещаван от Аурелиано Вавилония и неговите приятели. Умира на 145 г. и по нейна воля е погребана седнала на стол.

#### Дон Аполинар Москоте
Баща на Ремедиос Москоте, той е привърженик на консервативната партия. Той е човекът, назначен от управителното правителство на Макондо. Смятан за маргинална фигура на политическата сцена в страната, участва в различни ситуации, за да даде конкретен принос за консервативния проект.

#### Никанор Улоа и Ребека Монтиел
Биологичните родители на Ребека Буендия умират преждевременно. Когато пристига в Макондо, Ребека носи със себе си чувал с останките им. По-късно са погребани близо до гробницата на Мелкиадес.

#### Пиетро Креспи
Добре изглеждащ италианец, който се установява в Макондо, откривайки магазин за продажба на музикални инструменти и играчки на пружина, по-късно управляван от по-малкия му брат Бруно. За първи път влиза в контакт с Буендия, за да сглоби механично пиано в дома им и впоследствие с уроците по танци на Ребека и Амаранта, които се влюбват в него.
Отвръща на чувствата на Ребека, за която се сгодява. Любовта им обаче е осуетена от ревността на Амаранта, лудо влюбена в него до такава степен, че тя се кълне пред сестра си, че ще трябва да премине през трупа ѝ, за да може да се омъжи.
Годежът му с Ребека се проточва твърде дълго първо поради траура за смъртта на Ремедиос, след това поради строителството на първата църква в Макондо и накрая поради фалшивата новина за смъртта на майката на Пиетро. Така при завръщането на неродния ѝ брат Хосе-Аркадио Ребека се влюбва в него и напуска Пиетро.
Креспи започва да се среща с Амаранта, но когато иска ръката ѝ, тя изненадващо му се отказва. След като отчаяно се опитва да я убеди, Пиетро Креспи прерязва вените си.
Той е персонаж, много отдалечен от останалите и неслучайно често го наричат просто „италианецът“, за да се подчертае не толкова географското разстояние, колкото културното многообразие. Винаги елегантно облечен, в жилетка дори с карибската жега, той е чувствителен мъж със забулена носталгия по дома, която сублимира в колекцията му от снимки от Италия. Той кара цял Макондо да остане будно една нощ, малко преди самоубийството си, когато прави серенада на Амаранта с цитрата, по начин, който „не заслужаваше този свят“ и пее с „глас, несравним с нищо на земята по любовния си плам".

#### Херинелдо Маркес
Приятел и другар по оръжие на полковник Аурелиано Буендия, той се влюбва в Амаранта, която обаче упорито го отхвърля. Той е първият, който се уморява от гражданската война, в която рискува да бъде застрелян от Аурелиано. Вече стар отказва последното предложение на полковника да грабне отново оръжието. Героят вероятно е вдъхновен от полковник Николас Маркес Мехия, дядо на автора, ветеран от Хилядодневната война в редиците на Колумбийската либерална партия, който наистина се отказва примирието на Нерландия и отдаваните му отличия от правителството.

#### Петра Котес
След като е любовница на Хосе-Аркадио Втори, тя става истинската голяма любов на Аурелио Втори. Весела и страстна, за разлика от резервираната му съпруга Фернанда, тя се радва на компанията на последния много по-често от Фернанда. Аурелиано Втори смята чара ѝ за носещ късмет на неговите икономически дейности. На нея силно се противопоставя Фернанда, която дори не ѝ позволява да види трупа на любимия си за последен път и я пази в тайна заради отмъщение чак до смъртта си.

#### Мистър Хърбърт и сеньор Браун
Мистър Хърбърт е поканен на обяд от Аурелиано Втори, а Джак Браун е президент на банановата компания, идва от Пратвил, Алабама и се премества в Макондо със семейството си в стъклен вагон. Компанията дава работа на много местни работници, но нарушава живота на града с изграждането на квартал, ограден с бодлива тел и електричество, стопанисван от въоръжените пазачи, които вършат злоупотреби и тормозят хората.
Сеньор Браун става приятел с веселия Аурелиано Втори, макар и за кратко. Когато работниците, подстрекавани от Хосе-Аркадио Втори, стачкуват, армията ги изтребва. Браун и компанията напускат Макондо по време на дъждовете след решението да отговорят на някои по-ограничени искания на работниците.

#### Маурисио Вавилония
Тайната любов на Меме, той идва от скромно семейство и работи като шофьор и механик във фирмата за банани; характеризира се с особено присъствие на жълти пеперуди, които хвърчат около него. Въпреки че бащата на Меме – Аурелиано Втори, е за тайната връзка, когато майка ѝ Фернанда разбира за нея, намира пазачи, които да пазят къщата. Една вечер, докато Маурисио се опитва да стигне до Меме през покрива, той е уцелен от пазач в гръбначния стълб и е парализиран. Вече бременната от него Меме никога повече няма да види любимия си, защото е принудена от майка си да влезе в манастира. Маурисио умира от старост години по-късно, без да се е поместил от леглото си, и никога няма да се запознае със сина си Аурелиано.

#### Гастон
Съпруг на Амаранта-Урсула, Гастон е белгиец, с когото тя се запознава по време на следването си в Брюксел. Двамата пристигат в Макондо и той си мисли, че ще си тръгнат след няколко месеца. Среща се обаче с ентусиазма на съпругата си, която не възнамерява да напусне страната; Гастон възнамерява да закупи самолет, за да започне транспортен бизнес в Колумбия.
Той напуска страната след няколко години, за да следи работни проекти в Белгийско Конго. В Леополдвил получава писмо, в което Амаранта-Урсула потвърждава своята любов и нетърпението да го види отново, но в противоречие със себе си тя му разкрива неспособността си да живее без Аурелиано. Гастон ѝ отговаря, като пожелава същото щастие на двамата, каквото е имал той самият по време на краткия си брак. Амаранта-Урсула е унизена от студенината на съпруга си, което разкрива как Гастон не е чакал нищо друго освен претекст, за да прекрати връзката. Месеци по-късно Гастон ѝ пише ново писмо, в което я моли да му изпрати единственото нещо, останало в Макондо, което има сантиментална стойност за него – неговият велосипед.

#### Нигроманта
Антилска цветнокожа проститутка с надарена физика, тя е първата жена, обичана от Аурелиано Вавилония.

#### Мъдрият каталонец
Той е собственик на хаотичната книжарница, посещавана от Аурелиано Вавилония, както и неуморен писател, пристигнал в Макондо по времето на банановата компания. Връща се в Каталония по време на окончателния упадък на Макондо и взима със себе си на доста дълго пътуване три неразделни сандъка с негови писания. Води кореспонденция с Аурелиано. Персонажът е вдъхновен от каталонския изгнаник Рамон Виниес, който през 50-те г. на 20 век събира в Баранкиля група млади интелектуалци, сред които и Гарсия Маркес.

#### Алваро, Алфонсо, Габриел и Херман
Те са единствените приятели на Аурелиано Вавилония, с които той дели времето си между библиотеката на Мъдрия каталонец и последните публични домове в Макондо. Четиримата са вдъхновени от писателите от Групата от Баранкиля: Алваро Сепеда Самудио, Алфонсо Фуенмайор, Херман Варгас и самият Габриел Гарсия Маркес. Алваро напуска Макондо след напускането на книжаря, наставник на групата, и си купува вечен билет за безкрайно пътуване с влак, от което изпраща пощенски картички до оцелелите си приятели. Херман и Алфонсо си тръгват неочаквано и безследно. Габриел (вероятно съименник на автора, бидейки правнук на полковник Херинелдо Маркес) е най-важният приятел на младия Аурелиано Вавилония, единственият жив човек, който не поставя под съмнение клането на работници на гара Макондо. Печели състезанието на френско списание и заминава за Париж. Той е един от малкото жители на Макондо, които оцеляват при разрушаването на градчето.

### Други персонажи
- Мерседес: не много разговорлива аптекарка, годеница на Габриел; героиня, вдъхновена от съпругата на писателя – Мерседес Барча Пардо.
- Рафаел Ескалона: истински музикант, приятел на автора, определен като „племенник на епископа“.
- Полковник Лоренцо Гавилан: революционер, приятел на Хосе-Аркадио Втори, персонаж от новела на Карлос Фуентес, приятел на Гарсия Маркес; той е ветеран от Мексиканската революция от 1910 г. и е убит от армията заедно със стачкуващите синдикалисти и работници
- Отец Никанор Рейна: първият свещеник на Макондо, изгражда селската църква, като събира пари със своята демонстрация на левитация с помощта на шоколад; след това е заменен от отец Коронел, известен като „Кутрето“,[20] впоследствие от отец Антонио Изабел,[21] след това за кратко от младия отец Аугусто Анхел[22] и накрая – от анонимния енорийски свещеник с артрит от времето на Аурелиано Вавилиония.
- Хосе Ракел Монкада: консервативен губернатор на Макондо по време на войната, прострелян от либералите, но считан за човек, достоен за уважение от всички.
- Патриша Браун: дъщеря на Джак Браун, ръководител на банановата компания, приятелка на Меме Буендия.
- Ампаро Москоте: сестра на Ремедиос, съпруга на полковник Аурелиано и приятелка на Ребека, след това се жени за Бруно Креспи, брат на Пиетро.
- Бруно Креспи: брат на Пиетро, става богат търговец.

## Характеристики и основни теми

### Стил
Стилът на писане е опростен и приказен. Разказът е бърз и изпълнен със събития: в малко редове са събрани раждания и смърт, събития, в които героите са обрисувани с малко щрихи, и винаги кратки описания, често само на техния характер.
Второстепенните персонажи са почти винаги единствено наименувани и понякога се връщат десетки страници по-късно, за да преминат, така както са се появили – като функционални за наратива. Имената на героите (особено мъжките) са често подобни едно на друго, в състояние са да объркат читателя. Авторът изтъкава сюжет, понякога преплетен със собствената му семейна и литературна история. Разказвачът е външен и всезнаещ, налице са сюжетни преплитания и отклонения.
Съдържанието е в типичния стил на латиноамериканския магически реализъм и е повлияно от многобройни писатели и автори, сред които Уилям Фокнър, Франц Кафка, Хорхе Луис Борхес, Софокъл, Херман Мелвил, Хуан Рулфо, Вирджиния Улф, Мигел де Сервантес, както и от сюрреализма, експресионизма и европейския романтизъм.
Езикът и формалната техника на испанската магическо-реалистична школа, към която принадлежи авторът, се колебаят между грубостта, рафинираността и обратното развитие на синтаксиса, и са длъжници на Ърнест Хемингуей, Греъм Грийн, а за по-изисканите части – на необароковия стил на декадентството на френския писател Жорис-Карл Юисманс под влиянието на испаноамериканския писател модернист Вентура Гарсия Калдерон, от своя страна вдъхновен от Жорис-Карл Юисманс и от Оскар Уайлд, особено от готическите части на „Портретът на Дориан Грей“.
Гарсия Маркес принадлежи към поколение, което възстановява романтичния фентъзи наратив като този на Е.Т.А. Хофман, в който свръхестественото се появява сред нормалното, придавайки му усещане за отчужденост, и романтиката – стилът на лиричните, епичните и митологичните стихотворения, на мода до зората на съвременния роман през 18 век, когато особената смесица от реалност и фантазия е изместена в литературата на готическия роман на Е.Т.А. Хофман, Хорас Уолпоул, Ан Радклиф, Мери Шели, Матю Грегъри Луис и Чарлз Робърт Метюрин – автор на „Скитника Мелмот“ и прачичо на Оскар Уайлд. Пример за това е легендата за Скитника евреин или тази за Франсиско Човека, която смътно напомня на „Балада за Стария моряк“ на Самюъл Тейлър Колридж, легенди и персонажи, цитирани от Маркес в „Сто години самота“; описанието на погребалния и призрачен град Фернанда, напомнящ на европейската готическа фантастика; епизодът с Фернанда и невидимите лекари; призраците, които съжителстват с живите в дома на Буендия (тема, вдъхновена от ясновидството на бабата на писателя); мистериозното и паранормално убийство на Хосе-Аркадио.

### Самота
Самотата в заглавието на романа е състоянието на всеки човек в един микрокосмос, в който живите се вълнуват и воюват, без да се придвижат от една и съща точка, а мъртвите се връщат на земята като силуети, толкова самотни и покрусени, че в крайна сметка стават приятели с онези, които са били най-големите им врагове в живота (като напр. Пруденсио Агилар).
Финалното послание, което дава целия смисъл на човешката трагедия, показва как всички събития, преживяни от героите, водят до това последният представител на рода Буендия да разбере степента на невъзможността за развитие. Това обаче идва твърде късно, защото точно в момента, в който той стига до откритието, че Стоте години самота са си стрували (дешифрирането на пергаментите на Мелкиадес), влиза в ход „божественото“ наказание под формата на библейски вятър, който помита всички следи от селището и неговите жители.
Накратко, става въпрос за хоровата история на семейство Буендия, пренаселен кръстопът от надежди, желания и мечти... семейство, така пропито със силни чувства, но и толкова затворено в своите ефимерни илюзии, че потъва в най-обезсърчаващата и непоправима самота.
Изолирани от останалия свят, представителите на Буендия стават все по-самотни и егоистични. С всеки от тях, живеещ сам за себе си, те стават представители на аристократичния, владеещ земите елит, дошъл да господства в Латинска Америка в съответствие със смисъла на латиноамериканската история, символизиран в романа. Тази егоцентричност е особено въплътена в персонажите на Аурелиано, който живее в свой собствен свят, и в Ремедиос красавата, която невинно унищожава живота на четирима мъже, влюбени в нея, защото живее в различна реалност поради това, което за някои е аутизъм. В целия роман изглежда, сякаш никой герой не може да намери истинската любов или да избегне разрушителността на собствената си егоцентричност.
Егоизмът на сем. Буендия в крайна сметка е разбит от някога повърхностните Аурелиано Втори и Петра Котес, които откриват чувството на взаимна солидарност и радостта да помагат на хората в нужда по време на икономическата криза в Макондо. Двамата дори намират любовта и техният модел се повтаря от Аурелиано Вавилония и Амаранта-Урсула, които имат дете и майката е убедена, че това ще бъде ново начало за някогашното надменно сем. Буендия. Детето обаче се оказва чудовище с прасешка опашка, от което се страхуват. Въпреки това появата на любовта представлява промяна за Макондо, макар и такава, която води до неговото унищожение. Тя идва да измести традиционния егоизъм на Буендия и отразява появата на социалистическите ценности като политическа сила в Латинска Америка, сила, която ще помете Буендия и реда, който те представляват. Краят на „Сто години самота“ би могло да бъде желателно предсказание на Гарсия Маркес, известен социалист, за бъдещето на Латинска Америка.

### Реалност и измислица
Много е трудно да се установи ясната граница между изключително фантастичния характер на наратива и реалните аспекти, с които е проникнат той. Много събития са силно повлияни от колумбийската история от втората половина на 19 век, особено гражданските войни и периодът на банановата компания (нужно е да се отбележи, че в целия роман името на нацията не се споменава, защото в първия период на романа Колумбия не е известна с това име). Съществува освен това връзка със събитията, местата и хората от биографията на Гарсия Маркес, преобразени в разказа: Аракатака напр., където е израснал писателят, е тъжен град след банановия бум подобно на Макондо в периода на Аурелиано Вавилония. Може да се обобщи, че в романа е отразена по фантастичен начин реалността на Колумбия и Южна Америка между 19 век и 30-те г. на 20 век.
Има доста епизоди, чрез разказа за които авторът ни въвежда в свят, в който ежедневието е съпътствано от почти магически събития: появата на призрака на Пруденсио Агилар (в случая границата между живота и смъртта не е толкова ясна), левитацията на отец Никанор Рейна или ясновидската способност на полковник Аурелиано Буендия, появата на призрака на Мелкиадес (който по-късно твърди, че се е върнал към живота след смъртта си от треска в Сингапур), възнесението на небето на Ремедиос красивата, появата на Скитника евреин, тайнственият вятър, който разрушава селото, потопът, траещ повече от 4 г., дъждът от малки жълти цветя, падащи цяла нощ върху селото и др. Всички те са свръхестествени събития, но в такъв контекст те се смесват с ежедневието и не предизвикват конфликти между онези, които им вярват и онези, които не им: това са събития, които просто се случват.
Романът е известен пример за магически реализъм. Тези истории вероятно са вдъхновени от разказаните от бабата на автора в голямата къща, където е израснал. Освен това някои герои носят имената и фамилиите на реални хора от неговото семейство: Маркес, Габриел, Игуаран, Котес. Второстепенният герой Габриел е внук на стария либерален полковник Херинелдо Маркес (бойният другар на Аурелиано Буендия), точно както истинският Гарсия Маркес е внук на либерален полковник – Николас Маркес Мехия. Майката на Маркес вдъхновява персонажа на Урсула. Романът също така говори за болестта на безсънието, която заличава спомените, и за колективната забрава на историческите факти, емблематична за Латинска Америка, която вече не помни миналото си, но вероятно е и вдъхновена от болестта на Алцхаймер, често срещана в сем. Маркес.
Гарсия Маркес съчетава реалното с магическото чрез използването на тона и наратива. Поддържайки един и същ тон в целия роман, той кара необикновеното да се размие с обикновеното. Неговата кондензация и вял начин на описване на събитията кара необикновеното да изглежда по-малко забележително, отколкото е в действителност, като по този начин перфектно смесва реалното с магическото. Подсилването на този ефект се постига от неудивеният тон, с който пише книгата. Писателят ограничава способността на читателя да поставя под съмнение събитията от романа, но го кара да постави под въпрос границите на реалността. Освен това поддържането на един и същ разказвач в целия роман запознава читателя с гласа му и го кара да свикне с необикновените събития в романа.

### Психоаналитични и езотерични теми
Някои критици подчертават, в допълнение към историческата и социална тема, кръговата концепция за времето (непрекъснатото настояще), нарушена единствено от пророчеството на Мелкиадес, многобройните препратки към алхимията и езотеризма, структуралистката литературна игра, скриваща значения, психоаналитичните теми за кръвосмешението (фройдисткият Едипов комплекс), разглеждани като самоунищожение на родословието, неизбежно за онези, които не се откриват за света, юнгианските антропологични архетипи и символи, разпръснати по страниците на романа, любовта и смъртта. Самият Гарсия Маркес посочва като един от неговите източници на вдъхновение (и не само за този роман) трагедията на Софокъл „Едип цар“ с нейните теми за кръвосмешението и пророчеството.

### Елитарност
Тема на романа е и елитарността на сем. Буендия. Габриел Гарсия Маркес показва своята критика към латиноамериканския елит чрез историите на членовете на семейство с висок статус, които по същество са влюбени в себе си, до степен, че не могат да разберат грешките от миналото си и да се поучат от тях. Буквалната любов на сем. Буендия към себе си чрез кръвосмешение не само показва как елитите се смятат за стоящи над закона, но също така разкрива колко малко се учат от своята история. Хосе-Аркадио Буендия и Урсула се страхуват, че, т. к. връзката им е кръвосмесителна, детето им ще има анималистични черти. Въпреки че това не става, последното дете от рода Буендия – Аурелиано има прасешка опашка и тъй като родителите му не познават историята си, те не знаят, че такъв страх е съществувал и преди и че премахването на опашката би довело до смъртта на детето. Това говори за това как елитите в Латинска Америка не предават историята, която ги помни негативно. Освен това сем. Буендия не може да спре да отдава почит на себе си чрез назоваване на децата си с едни и същи имена отново и отново. „Хосе-Аркадио“ се появява 4 пъти в родословното дърво, „Аурелиано“ – 22 пъти, „Ремедиос“ – 3 пъти, а „Амаранта“ и „Урсула“ – по 2 пъти.
Непрекъснатите препратки към разтегнатия дом на Буендия напомнят за идеята за Голяма къща, хасиенда, голямо земеделско стопанство, в което елитни семейства живеят и управляват своите земи и работници. В Колумбия, където се развива романът, Голямата къща е известна с това, че е едноетажно жилище с много спални, салони, кухня, килер и веранда – всичките области на домакинството на Буендия, споменати в книгата.
Книгата се фокусира изцяло върху едно семейство сред многото жители на Макондо като представяне на това как най-бедните от латиноамериканските села са били подчинени и забравени в цялата история на Латинска Америка.

### Макондо
Макондо е името на въображаем град сред колумбийската гора, в който се случват събитията от романа. По отношение на географското местоположение авторът ни дава някои следи, които ни позволяват да локализираме селото на или близо до полуостров Гуахира. То не е далеч от брега на Карибско море и експедицията, водена от Хосе-Аркадио Буендия, тръгва от Риоача и отива в Сиера за почти 2 г. Предполага се, че селото се е намирало на няколкостотин километра южно от Риоача, близо до масива Сиера Невада де Санта Марта и до град Аракатака – родното място на писателя.
Топографско вдъхновение
Точното географско местоположение обаче няма голямо значение за сюжета, като се има предвид, че всички събития се случват в Макондо, с изключение на онези, свързани с войните на полковник Аурелиано или когато се дава описание на градчето, от което идва Фернанда и където Аурелиано Втори отива да я търси, и място на манастирското уединение на Меме.
Това, което се забелязва с напредване на повествованието, е развитието, което селото претърпява: първоначално е съставено от около 20 къщи от кал, които се увеличават и биват изградени от тухли, след това идват бетонните подове, покривите са от цинк, след което към Макондо се присъединява цитаделата на банановата компания, заобиколена от електрифицирана мрежа. Животът в селото също оживява (особено на улицата на турците). Първоначално откъснато от останалия свят (понеже няма дори пощенска станция), до него достига ЖП линия. По времето на банановата компания и след (фалшивото?) клане на нейните работници започва фаза на упадък. Следващият (и много дълъг) потоп води до разрушението на много къщи (вкл. и тази на Буендия) и до изоставяне на други. Освен просперитета си жителите губят и спомените си до следобеда в който, докато Аурелиано Вавилония дешифрира последните пергаменти на Мелкиадес, бурен вятър помита селището от лицето на земята.
Атмосферата на романа, неговата възбуждаща сила, неговите образи, универсалността на основната тема (самотата), правят Макондо митично място.

### Вътрешни препратки
В разказа на романа за гражданската война и последвалия мир има многобройни споменавания за пенсиите на ветераните, които не пристигат, което е препратка към една от по-ранните творби на Гарсия Маркес от 1961 г. „Няма кой да пише на полковника“ (El coronel no tiene quien le escriba). В последната глава на романа творецът се позовава на романа „Игра на дама“ (Rayuela) на аржентинския писател Хулио Кортасар в следния ред: „... в стаята, която миришеше на варен карфиол, където Рокамадур трябваше да умре“ (стр. 412). Рокамадур е измислен герой от романа на Кортасар, който наистина умира в описаната стая. Гарсия Маркес също така се позовава на две други основни творби на латиноамерикански писатели: „Смъртта на Артемио Крус“ (La Muerte de Artemio Cruz) от 1962 г. на мексиканския писател Карлос Фуентес и „Векът на просвещението“ (El siglo de las luces) от 1962 г. на кубинския писател Алехо Карпентиер.

### Редакционен и критически прием
Приятелят на Гарсия Маркес – Карлос Фуентес, който прочита предварително някои глави, пише ентусиазирана статия, която създава определени очаквания. Друга предварителна информация се появява в списания в Мексико и Колумбия и дори в Mundo Nuevo, публикувано в Париж за емигранти.
На Южноамериканското издателство в Буенос Айрес, което му предлага препечатка на предишните романи, писателят предоставя ръкописа на „Сто години самота“.
Първото издание е разпродадено за 15 дни, а за няколо месеца се появяват 18 чуждестранни договора за превод. Книгата печели международно признание: френската Награда за най-добра чуждестранна книга (Prix du Meilleur livre étranger) за 1969 г., Международната награда за роман „Ромуло Галегос“ за 1972 г., италианската награда „Chinciano“, американската Books Abroad/Neustadt International Prize for Literature. Освен това Гарсия Маркес получава и почетна докторска степен от Колумбийския университет в Ню Йорк. Тези награди поставят основата за Нобелова награда за литература на писателя за 1982 г.
По време на IV Международен конгрес по испански език, проведен в Картахена през март 2007 г., романът е избран за втората по важност творба, писана някога на испански, предшествана само от „Дон Кихот дела Манча“.

### Адаптации
Въпреки че „Сто години самота“ оказва голям ефект върху литературния свят и е най-продаваното и най-превежданото произведение на автора, то не е филмирано, защото Гарсия Маркес никога не се съгласява да продаде правата за филм. На 6 март 2019 г. синът му Родриго Гарсия Барча обявява, че Нетфликс разработва сериал, базиран на книгата, който би трябвало да излезе през 2020 г.